# 번아웃 (비디오 게임 시리즈)

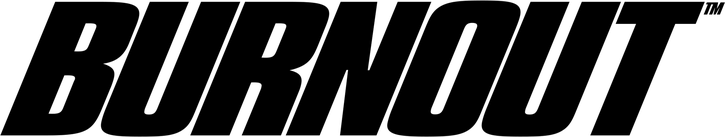

번아웃(영어: Burnout)은 크라이테리언 게임스가 개발하고 처음 두 작품은 어클레임 엔터테인먼트, 이후에는 일렉트로닉 아츠가 발매한 도로 경주 비디오 게임 시리즈이다.현재 중단한 상태이다.

## 작품 목록
- 번아웃 (2001)
- 번아웃 2: 포인트 오브 임팩트 (2002)
- 번아웃 3: 테이크다운 (2004)
- 번아웃 레전드 (2005)
- 번아웃 리벤지 (2005)
- 번아웃 도미네이터 (2007)
- 번아웃 파라다이스 (2008)
- 번아웃 크래쉬 (2011)